# Манифест за абдикация на цар Фердинанд
„Манифест към българския народ“ е документ за абдикация на цар Фердинанд I Български, подписан на 3 октомври 1918 г. С подписването му царят доброволно се отказва от престола в полза на своя първороден син – цар Борис III и поема историческата отговорност за въвличането на България в Първата световна война на страната на Централните сили. Манифестът е последният саморъчно изготвен от Фердинанд документ в качеството му на български цар.

## Предистория
Абдикацията на българския цар е неписано условие от страна на Антантата при преговорите за Солунското примирие след загубата на България в Първата световна война. На 1 октомври 1918 г. цар Фердинанд е информиран от българския представител при преговорите в Солун Андрей Ляпчев за искането на генерал Депре за неговата абдикация. След неуспешни опити на царя да склони генерал Протогеров да извърши преврат и да продължи войната, на 2 октомври той приема ръководителите на политическите партии, с които обсъжда евентуална абдикация. 

## Подписване
На 3 октомври 1918 г., в 18 часа царят приема на аудиенция министър-председателя Александър Малинов, на която му съобщава съгласието си да абдикира и подписва Манифеста към българския народ за абдикация. Георги Марков описва събитието по следния начин:
| „ | Царят подписа и подаде акта за отречението. Малинов го прочете набързо и го сложи в джоба на редингота си. Фердинанд го изгледа недоволен и сърдито отбеляза: „С каква наслада слагате акта на отречението ми във Вашия джоб и как се промениха положенията ни. Някога в тоя кабинет приемах оставките на моите министър-председатели. Дойдох дотам, че моята се приема от министър-председателя ми.“ | “ |

## Особености на документа
Хартията е ръчно отлята във фабрика Turkey Mill Kent в Кент, Англия. Изработена е от памучни влакна и обработена с проклейка от животински произход. Текстът е изписан ръкописно с черно желязо-галово мастило. В горния ляв ъгъл, на първа страница е разположен релефен герб във формата на елипса и щит, обграден с орден „Св. Александър“ с голямо огърлие за заслуги на цар Фердинанд І и с корона. В щита – изправен коронован позлатен лъв на червен фон. Размерът на Манифеста е 25х20 cm, а на герба е 3х1,5 cm.
Документът е подписан от цар Фердинанд І и министър-председателя Александър Малинов на 3 октомври 1918 година.
Манифестът се съхранява в Централен държавен архив, ф. 3К, оп. 20, а.е 9, л. 1 – 2 със статут на уникален документ.

## Галерия
- Манифест за абдикация на цар Фердинанд